# 旧阿姆斯特尔
旧阿姆斯特尔（荷兰语：Ouder-Amstel）是荷蘭的一個市镇，在行政區劃上屬於北荷蘭省。旧阿姆斯特尔下轄有三個村莊。

## 外部連結
- 维基共享资源上的相關多媒體資源：旧阿姆斯特尔
- Official website （页面存档备份，存于）